# 1910 w sztukach plastycznych
Wydarzenia w sztukach plastycznych i wizualnych w 1910 roku.

## Wydarzenia
- Powstała rosyjska grupa artystyczna Bubnowyj Walet[1].

## Malarstwo

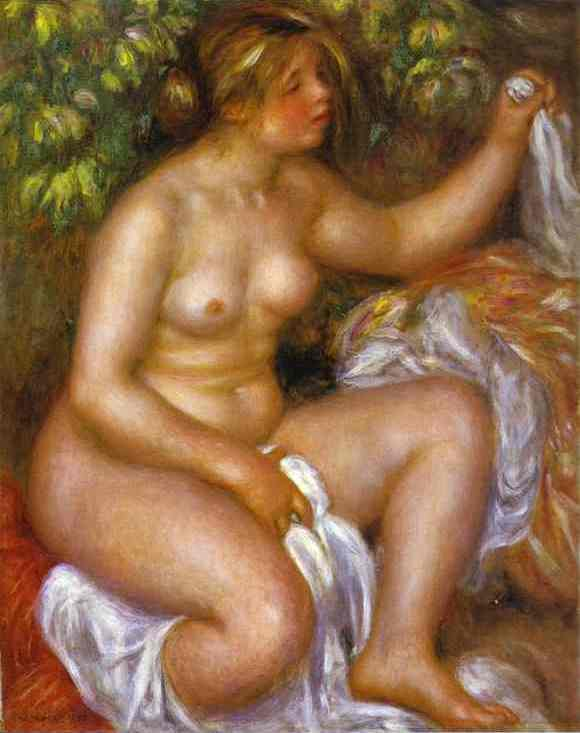
Auguste Renoir Po kąpieli

- Umberto Boccioni

Bójka w galerii
- Marc Chagall

Narodziny – olej na płótnie
Kobieta z bukietem – olej na płótnie
Modelka – olej na płótnie
- Józef Chełmoński

Powitanie słońca. Żurawie – olej na płótnie, 105x176 cm
Krajobraz z Podola – olej na płótnie, 93,5 x 147,5 cm
- Julian Fałat

Pejzaż zimowy z Bystrej – akwarela na papierze, 49x60 cm
Autoportret (I) – akwarela na papierze, 71,5x46 cm
Autoportret (II)
Pod lasem – olej na płótnie naklejonym na karton, 71x101 cm
Buki nad Fałatówką
Osiek
Pejzaż z Bystrej (ok. 1910) – akwarela na papierze, 47x32 cm
- Wassily Kandinsky

Pierwsza akwarela abstrakcyjna
- Ernst Ludwig Kirchner

Autoportret z modelką
- Pablo Picasso

Portret Ambroise Vollarda
Portret Kahnweilera – olej na płótnie, 100,6x72,8 cm
Dziewczyna z mandoliną – olej na płótnie, 100,3x73,6 cm
- Auguste Renoir

Autoportret
Po kąieli
- Władysław Ślewiński

Morskie oko

## Rysunek
- Marc Chagall

Autoportret – pióro i czarny tusz na papierze

## Urodzeni
- 1 sierpnia - Gerda Taro, niemiecka fotografka

## Zmarli
- 20 marca - Nadar (ur. 1820), francuski fotograf, dziennikarz, rysownik, karykaturzysta
- 1 kwietnia - Andreas Achenbach (ur. 1815), niemiecki malarz
- 19 kwietnia - Tomasz Dykas (ur. 1850), polski rzeźbiarz
- 16 maja - Pere Borrell del Caso (ur. 1835), hiszpański malarz
- 16 lipca - Albert Anker (ur. 1831), szwajcarski malarz i grafik
- 2 września - Henri Rousseau (ur. 1844), francuski malarz naiwny
- 7 września - William Holman Hunt (ur. 1827), angielski malarz
- 25 września - Julian Cegliński (ur. 1827), polski malarz
- 29 września - Winslow Homer (ur. 1836), amerykański malarz, grafik i ilustrator
- 14 listopada - John La Farge (ur. 1835), amerykański malarz, projektant witraży, dekorator i pisarz
- 7 grudnia - Ludwig Knaus (ur. 1829), niemiecki malarz
- 21 grudnia - Edward Loevy (ur. 1857), polsko-francuski malarz i rysownik
- Pierre Adrien Dalpayrat (ur. 1844), francuski artysta tworzący ceramikę